# グレイテスト・ヒッツ (バングルスのアルバム)
| 専門評論家によるレビュー | 専門評論家によるレビュー |
| レビュー・スコア         | レビュー・スコア         |
| 出典                     | 評価                     |
| ------------------------ | ------------------------ |

『グレイテスト・ヒッツ』（Greatest Hits）は、1990年にリリースされたガールズバンド、バングルスのベスト・アルバム。

## 概要
1989年、バングルスの活動停止から約1年後に発売されたベスト・アルバム。
アルバム内には、『堕ちたヒーロー』、『ウォーキング・ダウン・ユア・ストリート』、『セット・ユー・フリー』のリミックス、未発表曲の『エヴリシング』、『アイ・ニード・ユー』、(堕ちたヒーローの米盤7インチ・シングルのB面)『マニック・マンデイ』、『エジプシャン』、『冬の散歩道』『胸いっぱいの愛』などの曲が収録されている。日本語盤には、ボーナス・トラック、『ホワット・アイ・メント・トゥ・セイ』(胸いっぱいの愛の米盤7インチ・シングルのB面)が収録されている。

## 収録曲
1.堕ちたヒーロー/ Hero Takes a Fall (Album Version)
2.ゴーイング・ダウン・トゥ・リバプール / Going Down to Liverpool
3.マニック・マンデイ / Manic Monday
4.ホワット・シー・ウォンツ / If She Knew What She Wants
5.エジプシャン / Walk Like an Egyptian
6.ウォーキン・ダウン・ユア・ストリート / Walking Down Your Street (Album Version)
7.フォローイング / Following
8.冬の散歩道 / Hazy Shade of Winter
9.恋の手ほどきIN YOUR ROOM / In Your Room
10.胸いっぱいの愛 / Eternal Flame
11.いつでもBE WITH YOU / Be With You
12.セット・ユー・フリー / I'll Set You Free (Album Version)
13.エヴリシンク / Everything I Wanted
14.アイ・ニード・ユー / Where Were You When I  Needed You '84
15.ホワット・アイ・メント・トゥ・セイ / What I Meant to Say

## 曲の詳細
気分はモノクローム / All Over The Placeから堕ちたヒーロー、ゴーイング・ダウン・トゥ・リヴァプール
シルバー・スクリーンの妖精 / Different Lightからマニック・マンデイ、ホワット・シー・ウォンツ、エジプシャン、ウォーキン・ダウン・ユア・ストリート、フォローイング
サウンドトラック、レス・ザン・ゼロから冬の散歩道
EVERYTHINGから恋の手ほどきIN YOUR ROOM、胸いっぱいの愛、いつでもBE WITH YOU、セット・ユー・フリー
エヴリシング、アイ・ニード・ユー、ホワット・アイ・メント・トゥ・セイはアルバム初収録。
完全初収録のエヴリシングはアルバムEVERYTHINGのためにレコーディングされたが最終的にはアルバムには収録されなかった。
(全て、『グレイテスト・ヒッツ』1995年版の表記、グレイテスト・ヒッツに関わらずアルバムによって、曲名の邦題等が若干違っている)